# Cattive abitudini (album)
| Recensione | Giudizio |
| ---------- | -------- |
| Rumore     |          |

Cattive abitudini è il quinto album del gruppo italiano Massimo Volume, pubblicato nel 2010 sotto l'etichetta La Tempesta.

## Il disco
Prodotto artisticamente dalla collaborazione tra Massimo Volume e Francesco Donadello, il disco contiene un booklet in cui i testi sono scritti di proprio pugno da Clementi su vari fogli di bloc notes di vari alberghi. Hanno collaborato diversi musicisti: Tom O'Bedlam (reading di Walking in the blue di Robert Lowell in Robert Lowell), Massimo Carozzi (ambienti e giradischi), Angela Baraldi e Marcella Riccardi (voci in Mi piacerebbe ogni tanto averti qui).
Il disco è stato registrato e mixato nell'estate 2010 da Francesco Donadello presso la Campagnezza di Polesella (RO), la masterizzazione è stata effettuata al Calyx Studio di Berlino.
La grafica è di Limbo, con disegni di BJ.
Il brano Fausto è dedicato a Fausto Rossi. Il brano d'apertura è ispirato a Robert Lowell, poeta statunitense del XX secolo. Il brano Le nostre ore contate parla di Manuel Agnelli, amico e collega di Clementi. Via Vasco De Gama è invece una strada di San Benedetto del Tronto, paese d'origine di Clementi.
È stato realizzato il video del brano Fausto.

## Tracce
Testi e musiche di Vittoria Burattini, Emidio Clementi, Stefano Pilia, Egle Sommacal.
1. Robert Lowell – 3:36
2. Coney Island – 5:28
3. Le nostre ore contate – 4:33
4. Litio – 3:37
5. Tra la sabbia dell'oceano – 3:52
6. Avevi fretta di andartene – 4:32
7. La bellezza violata – 4:29
8. Invito al massacro – 5:26
9. Mi piacerebbe ogni tanto averti qui – 7:46
10. Fausto – 3:32
11. Via Vasco De Gama – 6:15
12. In un mondo dopo il mondo – 5:09

## Formazione

### Gruppo
- Emidio Clementi - voce e basso elettrico
- Egle Sommacal - chitarra
- Vittoria Burattini - voce e batteria
- Stefano Pilia - chitarra

### Altri musicisti
- Angela Baraldi - voce in Mi piacerebbe ogni tanto averti qui
- Marcella Riccardi - voce in Mi piacerebbe ogni tanto averti qui
- Tom O'Bedlam - lettura in Robert Lowell
- Massimo Carozzi - ambienti e giradischi in Via Vasco De Gama, In un mondo dopo il mondo, Avevi fretta di andartene